# Okenský rajón
Okenský rajón (ukrajinsky Окнянський район, do roku 2016 Krasnookenský rajón, ukrajinsky Красноокнянський район) byl rajón v Oděské oblasti na Ukrajině. Hlavním městem byly Okny a rajón měl přibližně 19 tisíc obyvatel. 

## Sídla v rajónu
- Okny